# Herzeleid
Herzeleid (с нем. — «Сердечная боль») — дебютный альбом немецкой метал-группы Rammstein, выпущенный 24 сентября 1995 года. Обложка альбома изображает участников группы на фоне огромного цветка по пояс без одежды. Это заставило критиков обвинять группу в попытке показать себя как «господствующую расу». Позже была выпущена новая обложка альбома. Песни «Heirate Mich» и «Rammstein» звучат в фильме Дэвида Линча «Шоссе в никуда».
Альбом вошел в юбилейные издания XXI (4 декабря 2015) и XXV (4 декабря 2020).

## Живое исполнение песен
Все песни альбома исполнялись вживую. Песни «Der Meister», «Das alte Leid», «Herzeleid» и «Laichzeit» исполнялись исключительно в первых двух турах группы, другие композиции встречались и в последующих турах. В Mutter-туре «Weißes Fleisch», «Asche zu Asche» и «Rammstein» исполнялись на постоянной основе, несколько раз игрались «Wollt ihr das Bett in Flammen sehen» и «Heirate mich». В Reise, Reise-туре исполнялись «Rammstein» и «Du riechst so gut», в конце тура к ним была добавлена «Asche zu Asche». В LIFAD-туре на постоянной основе исполнялись «Weißes Fleisch» и «Du riechst so gut», несколько раз игрались «Seemann» и «Asche zu Asche» (последняя — как замена подвергнутой цензуре «Ich tu dir weh»). В туре Made in Germany исполнялись «Du riechst so gut», «Asche zu Asche» и «Wollt ihr das Bett in Flammen sehen», в туре 2016—2017 годов и новогодних шоу 2018/2019 — «Du riechst so gut» и «Seemann». В туре 2019—2022 в поддержку Rammstein и Zeit исполнялись «Du riechst so gut», «Rammstein» и «Heirate mich».

## Список композиций
Все тексты написаны Тиллем Линдеманном, вся музыка написана участниками Rammstein.
| №                   | Название                              | Перевод                           | Длительность |
| ------------------- | ------------------------------------- | --------------------------------- | ------------ |
| 1.                  | «Wollt ihr das Bett in Flammen sehen» | Вы хотите увидеть постель в огне? | 5:17         |
| 2.                  | «Der Meister»                         | Повелитель                        | 4:08         |
| 3.                  | «Weisses Fleisch»                     | Белая плоть                       | 3:35         |
| 4.                  | «Asche zu Asche»                      | Пепел к пеплу                     | 3:51         |
| 5.                  | «Seemann»                             | Моряк                             | 4:48         |
| 6.                  | «Du riechst so gut»                   | Ты так хорошо пахнешь             | 4:49         |
| 7.                  | «Das alte Leid»                       | Старая боль                       | 5:44         |
| 8.                  | «Heirate mich»                        | Выходи за меня замуж              | 4:44         |
| 9.                  | «Herzeleid»                           | Кручина                           | 3:41         |
| 10.                 | «Laichzeit»                           | Время нереста                     | 4:20         |
| 11.                 | «Rammstein»                           | Раммштайн                         | 4:25         |
| Общая длительность: | Общая длительность:                   | Общая длительность:               | 49:22        |

## Изъятый материал
В альбом не вошли такие песни, как:
1. «Jeder Lacht» (с нем. — «Все смеются») — исполнялась на концертах 1994 и 1995 года, а также включена в самую первую демо-кассету группы, позже часть текста и соло были использованы в песне «Adios» из альбома Mutter. Долгое время студийная запись считалась утерянной, поскольку находилась на единственной в своем роде кассете, принадлежавшей радиостанции, которая проигрывалась в эфире всего несколько раз, отчего был доступен только некачественный отрывок студийной версии, записанный с радио, и бутлеги живых исполнений.
2. «Tier» (с нем. — «Животное») — исполнялась на концертах 1994 года, позднее в полностью изменённом виде вышла в альбоме Sehnsucht. Этот вариант песни также известен под полностью выдуманным названием Biest, которое было присвоено ей автором бутлега новогоднего 1994/95 концерта в Заальфельде — первой публично доступной записи этого варианта песни. Известно, что студийная запись существует, но она была включена только на кассету внутреннего референса и никогда не издавалась.
3. «Schwarzes Glas» (с нем. — «Чёрное стекло») — исполнялась на концертах с 1994 по 1996 год, включена в первые демо-кассеты группы. Позже планировалась для релиза на Sehnsucht, однако этого не произошло. На демо-кассетах 1994-го и 1995 года также существует два варианта исполнения песни.
4. «Feuerräder» (с нем. — «Огненные колёса») — исполнялась на концертах с 1994 по 1996 год, включена в некоторые демо-кассеты группы. Несмотря на то, что песня была практически готова к релизу и была включена в промо-кассету «Rough Mixes», на сингле «Engel (Fan-Edition)» издана её первая демо-версия.
5. «Wilder Wein» (с нем. — «Дикое вино») — отрывок записи её студийной версии можно услышать в фильме «Achtung! Wir kommen», однако она не была включена в демо-кассеты и впервые выпущена в 1997 году на сингле «Engel (Fan-Edition)». Исполнялась исключительно в Sehnsucht-туре в доработанном варианте, в котором Круспе, Ландерс и Ридель играют на акустических гитарах в гигантских сомбреро, одно из таких исполнений было включено в «Live aus Berlin».
6. «Alter Mann» (с нем. — «Старик») — ранняя версия была записана в 1994 году, отрывок которой можно услышать в документальном фильме Achtung! Wir kommen, однако она не была включена в демо-кассеты. Исполнялась на концертах 1994 года. Позднее с изменённой музыкой была издана в альбоме Sehnsucht.
7. «Tiefer gelegt» (с нем. — «Пониженный строй гитар») — название несколько раз встречается на концертных сет-листах, Флаке упоминает её существовании в своей книге Heute hat das Welt Geburtstag как одну из самых первых песен группы. Предположительно, это раннее/рабочее название Jeder lacht, хотя никакого официального подтверждения нет.
8. «Sadist» (с нем. — «Садист») — ещё одна песня, встречающаяся исключительно в сет-листах. Как и в предыдущем случае, многое указывает, что это название раннего варианта Tier (более известного как Biest), которое иногда использовалось для наименования финальной версии Tier из Sehnsucht.
9. «Sonne» (с нем. — «Солнце») — обнаружена лишь на одном сет-листе 1995 года. Нет никакой информации, что это за песня, но это точно не Sonne из альбома Mutter, написанная в 2000 специально для одного из братьев Кличко (источники разнятся, для какого именно).
10. Инструментал без известного названия, присутствовавший на одной личной кассете Рихарда вместе с другими ранними демо, которую он подарил своему другу (личность друга и расположение кассеты сейчас неизвестны). По утверждению самого Рихарда, эта композиция планировалась как музыка для его свадьбы и позже была переделана в Mutter. 21 января 2023 года трек был слит в сеть с неизвестного источника.

Также на многих концертах Herzeleid-тура исполнялись ранние версии песен из альбома Sehnsucht, например: песня «Sehnsucht» была исполнена уже в 1995 году, в 1996 году исполнялись «Spiel mit mir», «Bestrafe mich», «Bück dich». Правда, только две песни отличались от альбомного варианта, это: «Spiel mit mir» и «Sehnsucht».

## Синглы
- «Du riechst so gut» (1995)
- «Seemann» (1996)
- «Du riechst so gut ’98» (1998)
- «Asche zu Asche» (2001)

## Описание песен
Все нижеприведённые описания песен подтверждены участниками группы лишь частично. Rammstein допускают и поощряют вольную трактовку своих текстов песен.
- «Wollt ihr das Bett in Flammen sehen» — песня о мировоззрении Rammstein.
- «Der Meister» — песня, высмеивающая проповедников «Страшного суда».
- «Weisses Fleisch» — песня о психически больном человеке — маньяке, пытающемся изнасиловать свою жертву.
- «Asche zu Asche» — песня о призраке — сожжённом на костре человеке и об его мести палачу.
- «Seemann» — любовная песня о моряке, написанная под впечатлением от легенды о Летучем голландце.
- «Du riechst so gut» — песня, написанная под впечатлением от романа «Парфюмер»; повествует о взаимоотношениях мужчины и женщины — о той их стадии, когда мужчина в буквальном смысле охотится на свою «жертву», когда животные инстинкты выше нравственных норм.
- «Das alte Leid» — песня, возможно, о жажде секса и/или импотенции, либо же о рождении ребёнка («Из боба и в свет»[ориг 1]) и его вынужденности мириться со всей болью и печалями жизни. Мужчина ищет лишь секса, который делает жизнь более сносимой, но в то же время он даст жизнь другому существу, которому придётся испытывать боль и страдания. Плач ребёнка на фоне в конце песни — испытание ребёнком начала жизни, начала боли и страданий. Другой смысл — песня о мастурбации — чувство, что молодое тело «гниёт на поле боя»[ориг 2] и судьба делает своё дело, словно марионетку заставляя мужчину трогать себя. А он хочет реального человека в постель.
- «Heirate mich» — песня о некрофилии.
- «Laichzeit» — песня об инцесте и зоофилии.
- «Rammstein» — песня о катастрофе на авиабазе Рамштайн[12].

## Участники записи
- Тилль Линдеманн — вокал
- Рихард Круспе — соло-гитара, бэк-вокал
- Пауль Ландерс — ритм-гитара, бэк-вокал
- Оливер Ридель — бас-гитара
- Кристоф Шнайдер — ударные
- Кристиан Лоренц — клавишные

## Чарты
| Чарт                            | Позиция |
| ------------------------------- | ------- |
| Австрия (Ö3 Austria)            | 11      |
| Бельгия/Фландрия (Ultratop)     | 96      |
| Нидерланды (Album Top 100)      | 77      |
| Франция (SNEP)                  | 85      |
| Германия (Offizielle Top 100)   | 6       |
| Швейцария (Schweizer Hitparade) | 20      |

## Сертификации
| Регион                                                      | Сертификация | Продажи  |
| ----------------------------------------------------------- | ------------ | -------- |
| Германия (BVMI)                                             | Платиновый   | 500 000^ |
| ^ Данные о тиражах приведены только на основе сертификации. |              |          |

### Оригинальные строчки
1. ↑  Aus der Bohne und in das Licht
2. ↑  Und auf der Matte fault ein junger Leib